# Ascochyta solanicola
Ascochyta solanicola är en svampart som beskrevs av Oudem. 1901. Ascochyta solanicola ingår i släktet Ascochyta, ordningen Pleosporales, klassen Dothideomycetes, divisionen sporsäcksvampar och riket svampar.   Inga underarter finns listade i Catalogue of Life.